# Szakony
Szakony ist eine ungarische Gemeinde im Kreis Sopron im Komitat Győr-Moson-Sopron. Die heutige Gemeinde entstand 1928 durch den Zusammenschluss der Orte Alsószakony und Felsőszakony.

## Geografische Lage
Szakony liegt 75 Kilometer südwestlich des Komitatssitzes Győr und 30 Kilometer südöstlich der Kreisstadt Sopron am linken Ufer des Flusses Répce. Nachbargemeinden sind Csepreg, Peresznye, Répcevis, Gyaloka und Egyházasfalu.

## Geschichte
Archäologische Funde aus der Eisen- und Römerzeit zeigen, dass es schon seit langer Zeit eine Siedlung gab.
Im Jahr 1913 gab es in der damaligen Kleingemeinde Alsószakony 98 Häuser und 526 Einwohner auf einer Fläche von 815 Katastraljochen und in der damaligen Kleingemeinde Felsőszakony 99 Häuser und 583 Einwohner auf einer Fläche von 1297 Katastraljochen. Beide gehörten zu dieser Zeit zum Bezirk Csepreg im Komitat Sopron. 1928 kam es zum  Zusammenschluss der Orte Alsószakony und Felsőszakony und es entstand Szakony. Traditionell war die Bevölkerung hauptsächlich in der Landwirtschaft und Viehzucht tätig. Nach dem Zweiten Weltkrieg wurde 1949 zum ersten Fünfjahresplan eine Landwirtschaftliche Produktionsgenossenschaft gegründet. 1959 wurden zwei weitere gegründet, die sich 1961 mit denen der Nachbargemeinde Gyaloka zusammenschlossen. Durch zunehmende Einnahmen konnte in den 1960er Jahren ein Gemeindezentrum gebaut werden, in dem eine Arztpraxis untergebracht war und in den 1970er Jahren der Sportplatz und das Schulgebäude erweitert werden. Nach dem Systemwechsel wurde 1995 die Grundschule geschlossen und die Schüler müssen seitdem Schulen in Csepreg oder Bük besuchen. Zudem wurde der eigenständige ärztliche Dienst in der Gemeinde eingestellt.

## Sehenswürdigkeiten
- Evangelische Kirche, erbaut 1793
- Glockenturm
- Marienstatue aus dem Jahr 1886
- Römisch-katholische Kirche Szent István király
- Weltkriegsdenkmal

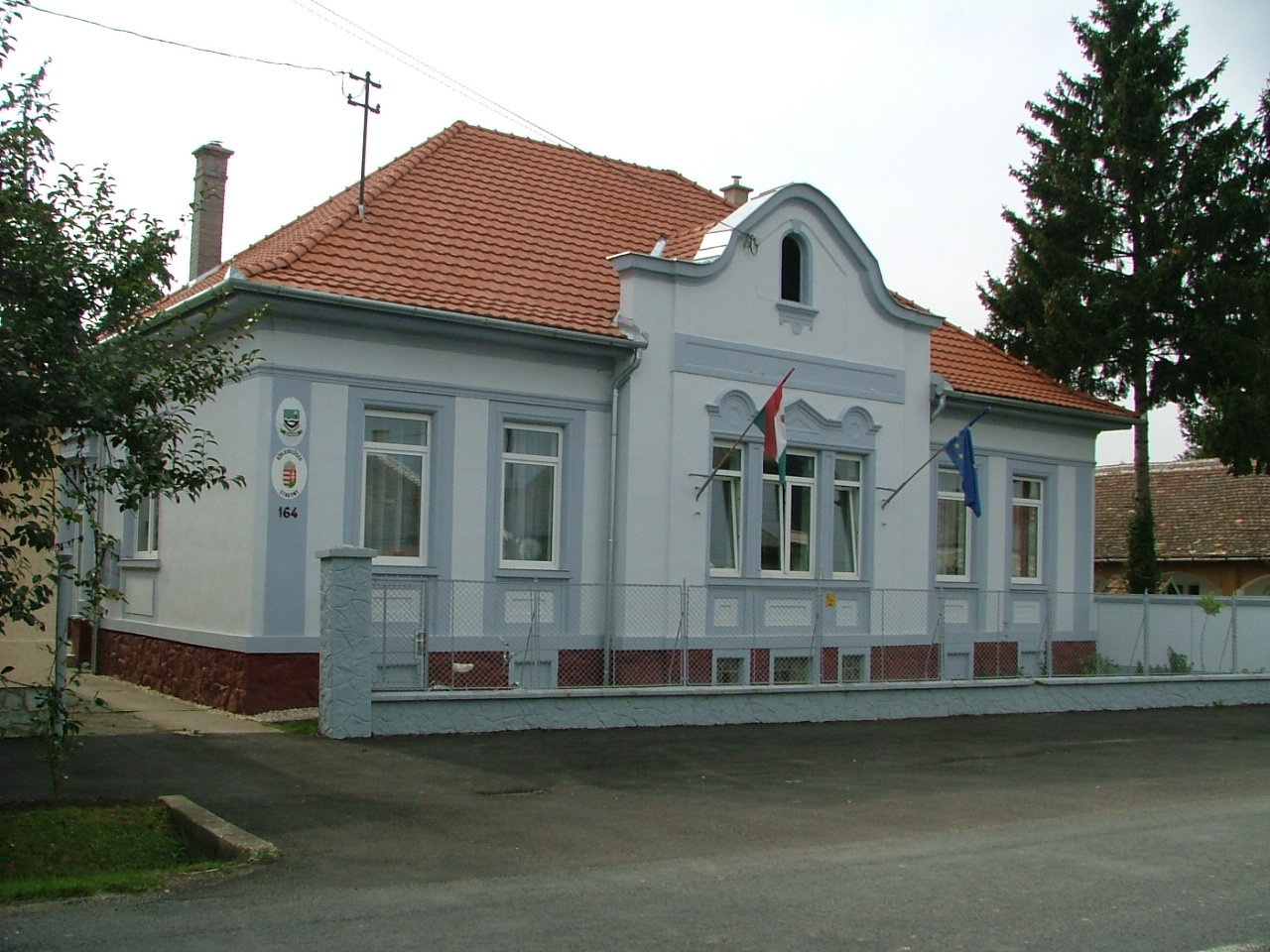
Bürgermeisteramt
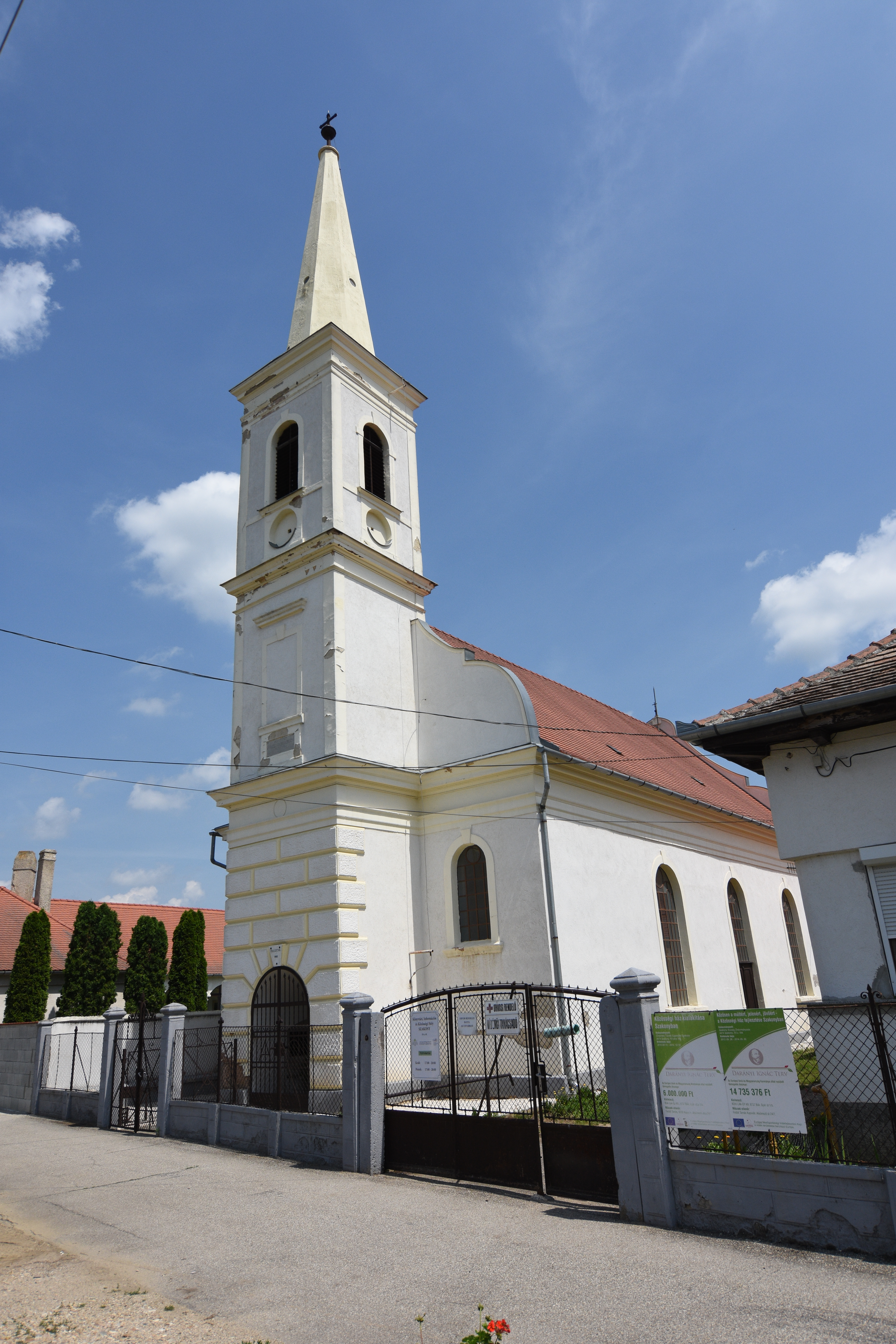
Evangelische Kirche
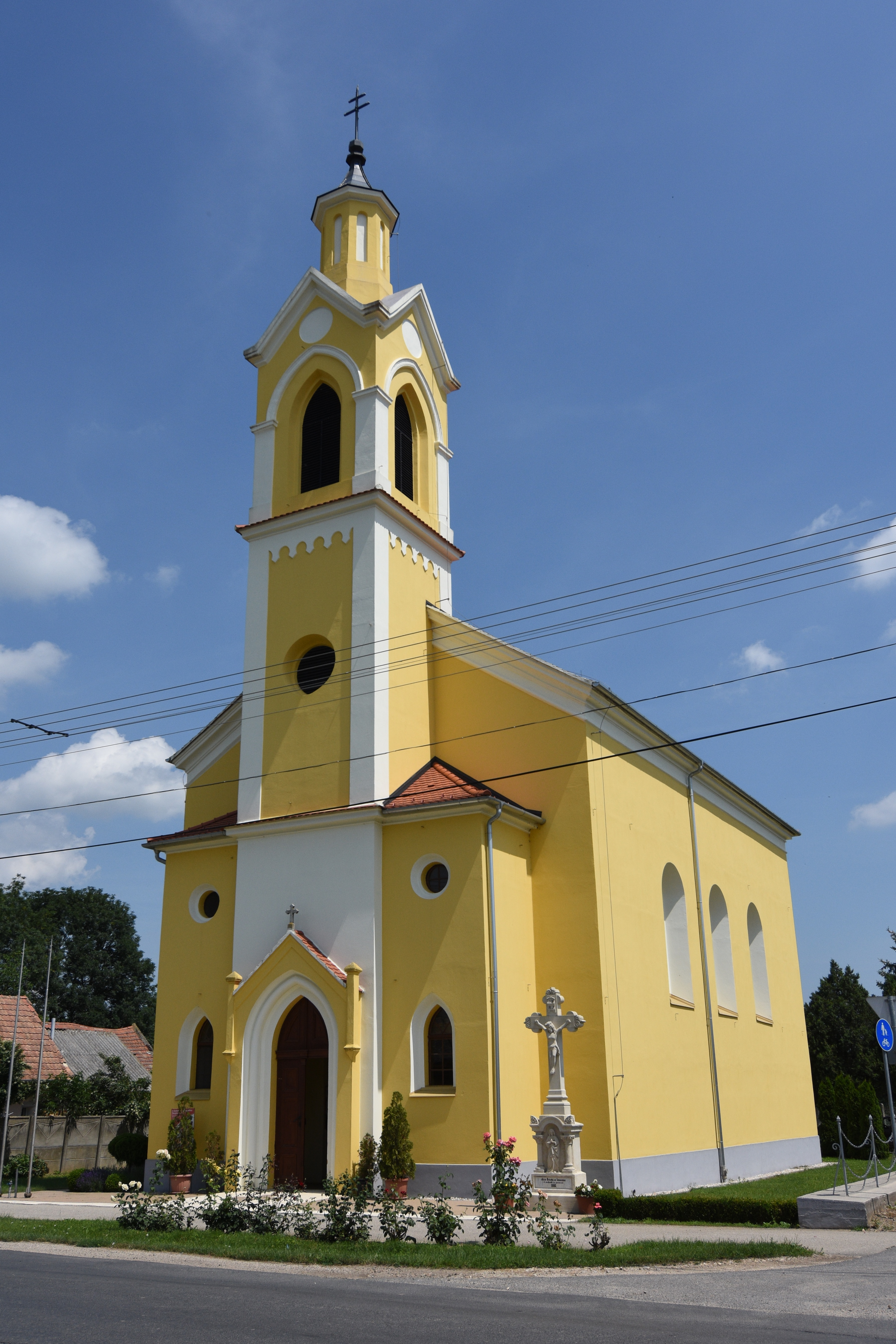
Römisch-katholische Kirche Szent István király
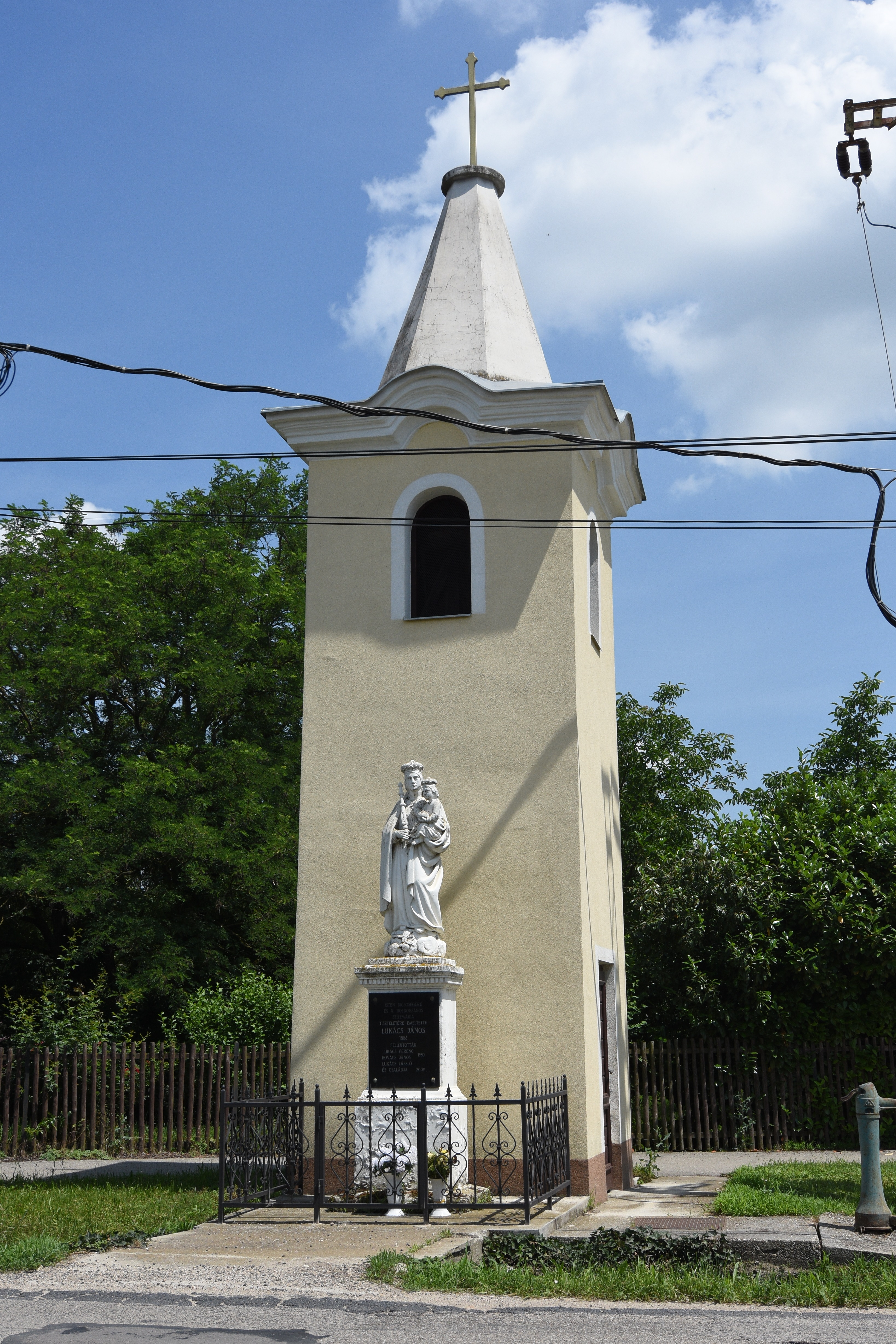
Glockenturm
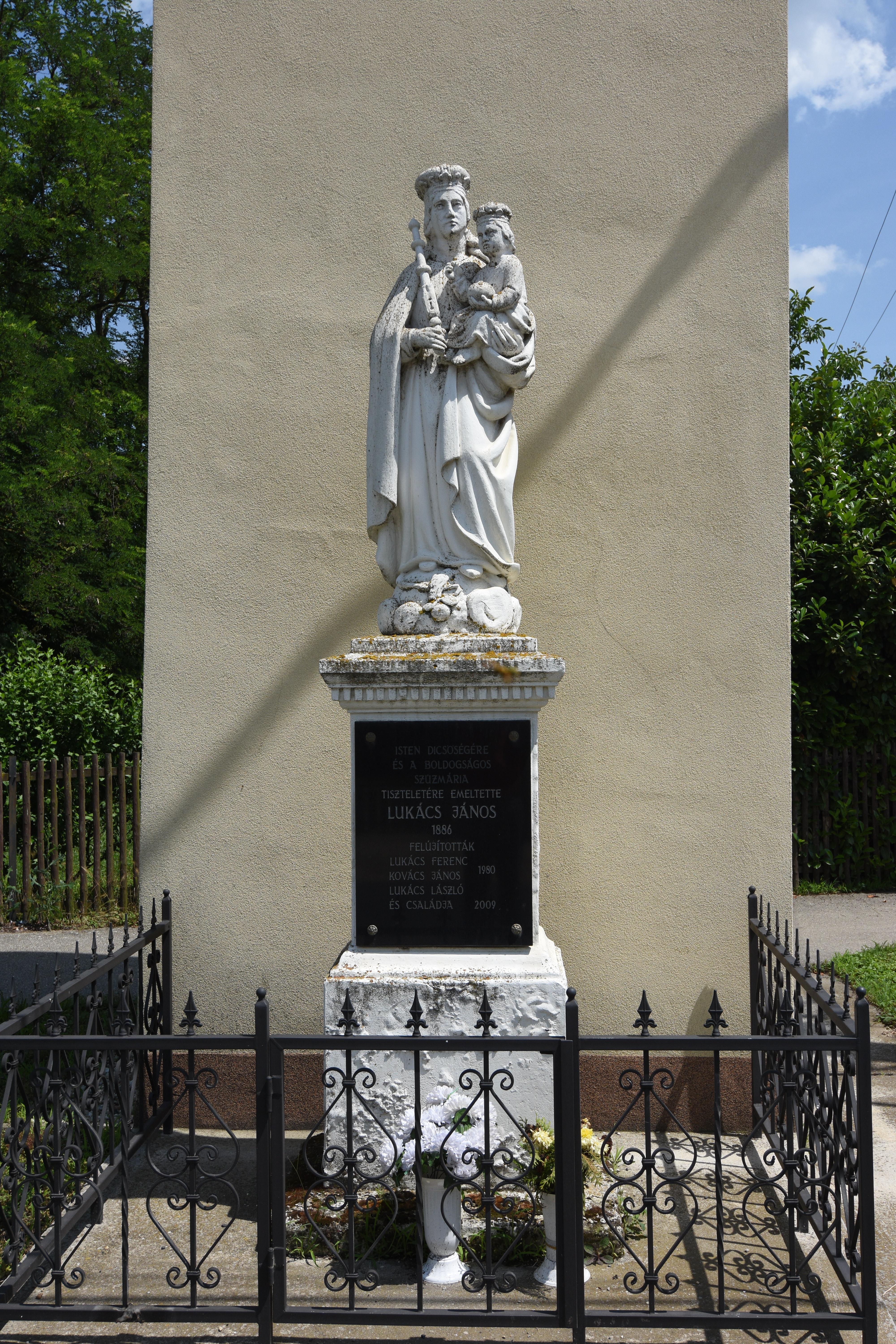
Marienstatue

## Verkehr
Durch Szakony verläuft die Landstraße Nr. 8614. Es bestehen Busverbindungen über Csepreg nach Bük, über Gyaloka und Zsira nach Répcevis sowie nach Sopron. Der nächstgelegene Bahnhof befindet sich sechs Kilometer südwestlich in Bük. Durch die Gemeinde verläuft ein Fahrradweg, der von Bük bis zur österreichischen Grenze bei Lutzmannsburg führt.